# Luis Tonelotto
Luis Francisco Tonelotto (Concepción del Uruguay, Entre Ríos, 13 de abril de 1976) es un exfutbolista argentino que jugó como delantero centro.

## Trayectoria
Se ha destacado por sus goles en el ascenso argentino.
Comenzó su carrera en San Lorenzo por el año 1994.
En 1996 dejó la Primera División para buscar continuidad en el fútbol de ascenso y se incorporó a Sportivo Italiano.
En 1998 pasó a Nueva Chicago.
En la temporada 1999/00 ascendió a primera división con Almagro, donde fue goleador y consiguió dos ascensos a Primera División, en 1999/2000 y 2003/2004. Para irse a España donde tendría pasos fugaces por Real Murcia (2000-2002), Algeciras CF (2002) y en el equipo asturiano Real Avilés Ind. CF (2003), equipo con el que consiguió la Copa Federación.
Regresó a Almagro en el 2003, donde se convirtió en goleador del Torneo Clausura 2004 de la Primera B Nacional y obtuvo la 2.ª plaza de ascenso que otorgaba la categoría. Así, formó parte del equipo tricolor que jugó la temporada 2004/05 en Primera División de Argentina.
En 2005, fue contratado por Universitario de Perú; al año siguiente, llegó a Chacarita Juniors y posteriormente a San Martín de San Juan, donde es mayormente recordado, al convertir el tercer gol en la final por el segundo ascenso ante Huracán, en el minuto ocho del adicionado al tiempo reglamentario.
Descendió con San Martín (San Juan), y tras el descenso a la Segunda División de Argentina, es fichado en 2008 por Independiente Rivadavia.
En 2009, retorna a San Martín (San Juan) para jugar nuevamente en la Primera División de Argentina.
En 2010 juega por un año en Boca Unidos para en el año 2012 fichar por Gimnasia y Esgrima de Concepción del Uruguay donde finalmente se retira.
En 2015 debuta como técnico de Almagro junto a Roberto Demus.

## Clubes

### Como futbolista
| Club                         | País      | Año        |
| ---------------------------- | --------- | ---------- |
| San Lorenzo                  | Argentina | 1994-1996  |
| Sportivo Italiano            | Argentina | 1996-1998  |
| Nueva Chicago                | Argentina | 1998-1999  |
| Almagro                      | Argentina | 1999-2000  |
| Real Murcia                  | España    | 2000-2002  |
| Algeciras                    | España    | 2002       |
| Real Avilés Industrial C. F. | España    | 2003       |
| Almagro                      | Argentina | 2003-2005  |
| Universitario de Deportes    | Perú      | 2005       |
| Chacarita                    | Argentina | 2006       |
| San Martín (SJ)              | Argentina | 2006-2008  |
| Independiente Rivadavia      | Argentina | 2008-2009  |
| San Martín (SJ)              | Argentina | 2009-2010  |
| Boca Unidos                  | Argentina | 2010- 2011 |
| Gimnasia y Esgrima (CdU)     | Argentina | 2011-2012  |

### Como entrenador
| Club                     | País      | Año       |
| ------------------------ | --------- | --------- |
| Almagro                  | Argentina | 2015      |
| Club Atlético Uruguay    | Argentina | 2016-2023 |
| Gimnasia y Esgrima (CdU) | Argentina | 2023-Act. |

## Palmarés

### Torneos nacionales
| Título             | Club                   | País      | Año       |
| ------------------ | ---------------------- | --------- | --------- |
| Primera B Nacional | Almagro                | Argentina | 1999-2000 |
| Copa Federación    | Real Avilés Industrial | España    | 2003      |
| Primera B Nacional | Almagro                | Argentina | 2003-2004 |
| Primera B Nacional | San Martín (SJ)        | Argentina | 2006-2007 |

### Distinciones individuales
| Distinción      | Campeonato               | País      | Año  |
| --------------- | ------------------------ | --------- | ---- |
| Máximo Goleador | Primera B Nacional (Cl.) | Argentina | 2004 |